# Enrico Brusoni
Ernesto Mario „Enrico“ Brusoni (* 10. Dezember 1878 in Arezzo; † 26. November 1949 in Bergamo) war ein italienischer Radrennfahrer.

## Werdegang
Brusoni gewann 1898 das Eintagesrennen Coppa del Re. Im Jahr 1899 stellte er mit 54,785 km einen italienischen Stundenrekord im Steherrennen auf.
Bei den Olympischen Spielen 1900 in Paris nahm Brusoni für das Königreich Italien an den Radsportwettbewerben teil und war dabei im 5000-Meter-Punktefahren vor dem Deutschen Karl Duill und dem Franzosen Louis Trousselier siegreich. Da der Wettbewerb vom Internationalen Olympischen Komitees (IOC) lange Zeit nicht als olympisch angesehen wurde, erfuhr Brusoni nie von seiner Silbermedaille , mit der bis 1900 die Olympiasieger geehrt wurden. Im olympischen Bahnsprint schied er im Vélodrome de Vincennes in den Vorläufen aus. Brusoni ist mit dem Sieg im Punktefahren nach heutigen Maßstäben der erste italienische Olympiasieger im Radsport.
Brusoni nahm außerdem 1900 und 1901 an den Bahnradsport-Weltmeisterschaften im Sprint der Amateure teil und scheiterte in beiden Fällen im Halbfinale. 1901 wurde er Italienischer Meister in dieser Disziplin. Im Jahr 1902 wurde Brusoni Profi im Team Dei; 1902 und 1904 gewann er die Gran Fondo um Mailand, die über 540 bzw. 600 km führte. Im Jahr 1905 trat er für das neu ins Leben gerufene Team Bianchi an.
Enrico Brusoni starb im November 1949 im Alter von 70 Jahren in Bergamo.